# MACIF
MACIF — французская взаимная страховая компания, специализирующаяся на автостраховании. Взаимная компания насчитывает 5,255 млн членов.
MACIF (сокращение от Mutuelle assurance des commerçants et industriels de France, Взаимное страхование коммерсантов и промышленников Франции) была основана в 1960 году Жаком Вандьером (Jacques Vandier, 1927—2020). В феврале 2020 года Macif и Aésio достигли соглашения о слиянии, образовав с начала 2021 года Aéma Group.
Страховые премии за 2020 год составили 3,45 млрд евро, из них 2 млрд пришлось на автострахование, 1 млрд — на страхование недвижимости; страховые выплаты — 2,45 млрд евро.
Основным рынком является Франция, на неё приходится 12 млрд евро страховых премий, 6,5 млн клиентов и 25 тысяч сотрудников. На зарубежные операции приходится 2,2 млрд евро страховых премий, 5 млн клиентов и 6 тысяч сотрудников; группа работает в Болгарии, Венгрии, Румынии, Словакии, Хорватии, Греции, Италии, Тунисе, Турции, КНР. Также представлена во франкоязычных странах и территориях Латинской Америки и Карибских островов (Гайана, Мартиника, Гваделупа и другие).